# Valdir Peres
Waldir Peres de Arruda (Garça, 2 gennaio 1951 – Mogi das Cruzes, 23 luglio 2017) è stato un allenatore di calcio e calciatore brasiliano, di ruolo portiere.
È morto nel 2017 all'età di 66 anni a seguito di un infarto.

## Carriera

### Club
Cresce calcisticamente nella squadra del Garça e poi nel Ponte Preta.
A 22 anni si trova a difendere la porta del São Paulo, dove rimarrà per 11 stagioni vincendo 4 campionati paulisti, una Copa do Brasil e un campionato brasiliano. Nel 1975 vince la Bola de Ouro (il pallone d'oro del Campionato brasiliano).

### Nazionale
Ha difeso la porta del Brasile in 27 partite più altre 3 non ufficiali. Negli anni settanta contende la maglia di titolare a Leão, ma sia Zagallo (per i Mondiali 1974 in Germania Ovest) che Coutinho (per quelli di Argentina '78) gli preferiscono quest'ultimo. Il suo esordio con la nazionale avviene il 4 ottobre 1975 a Lima (Perù) in Perù-Brasile 0-2, semifinale di ritorno della Copa América.
Nel 1982 Telê Santana affida a lui la difesa della porta brasiliana per il Mondiale di Spagna. L'ultima apparizione di Valdir Peres con la maglia verdeoro avviene durante questa manifestazione, nella famosa "Tragedia del Sarriá"; così infatti è ricordata, da parte brasiliana, la partita del 5 luglio 1982 Brasile-Italia 2-3, disputata a Barcellona nell'Estadio Sarriá. Ritenuto uno dei maggiori colpevoli della disfatta verdeoro ai mondiali spagnoli, proprio in seguito alla sconfitta del Sarriá non sarà mai più convocato nella Seleção.

## Statistiche

### Calciatore

#### Cronologia presenze e reti in nazionale
| Cronologia completa delle presenze e delle reti in nazionale ― Brasile | Cronologia completa delle presenze e delle reti in nazionale ― Brasile | Cronologia completa delle presenze e delle reti in nazionale ― Brasile | Cronologia completa delle presenze e delle reti in nazionale ― Brasile | Cronologia completa delle presenze e delle reti in nazionale ― Brasile | Cronologia completa delle presenze e delle reti in nazionale ― Brasile | Cronologia completa delle presenze e delle reti in nazionale ― Brasile | Cronologia completa delle presenze e delle reti in nazionale ― Brasile |
| Data                                                                   | Città                                                                  | In casa                                                                | Risultato                                                              | Ospiti                                                                 | Competizione                                                           | Reti                                                                   | Note                                                                   |
| ---------------------------------------------------------------------- | ---------------------------------------------------------------------- | ---------------------------------------------------------------------- | ---------------------------------------------------------------------- | ---------------------------------------------------------------------- | ---------------------------------------------------------------------- | ---------------------------------------------------------------------- | ---------------------------------------------------------------------- |
| 4-10-1975                                                              | Lima                                                                   | Perù                                                                   | 1 – 3                                                                  | Brasile                                                                | Copa América 1975                                                      | -1                                                                     |                                                                        |
| 25-2-1976                                                              | Montevideo                                                             | Uruguay                                                                | 1 – 2                                                                  | Brasile                                                                | Copa Rio Branco                                                        | -1                                                                     |                                                                        |
| 27-2-1976                                                              | Buenos Aires                                                           | Argentina                                                              | 1 – 2                                                                  | Brasile                                                                | Copa Roca                                                              | -1                                                                     |                                                                        |
| 7-4-1976                                                               | Asunción                                                               | Paraguay                                                               | 1 – 1                                                                  | Brasile                                                                | Copa Oswaldo Cruz                                                      | -1                                                                     |                                                                        |
| 19-5-1976                                                              | Rio de Janeiro                                                         | Brasile                                                                | 2 – 0                                                                  | Argentina                                                              | Coppa dell'Atlantico/Copa Roca                                         | -                                                                      |                                                                        |
| 8-2-1981                                                               | Caracas                                                                | Venezuela                                                              | 0 – 1                                                                  | Brasile                                                                | Qual. Mondiali 1982                                                    | -                                                                      |                                                                        |
| 14-2-1981                                                              | Quito                                                                  | Ecuador                                                                | 0 – 6                                                                  | Brasile                                                                | Amichevole                                                             | -                                                                      |                                                                        |
| 22-2-1981                                                              | La Paz                                                                 | Bolivia                                                                | 1 – 2                                                                  | Brasile                                                                | Qual. Mondiali 1982                                                    | -1                                                                     |                                                                        |
| 14-3-1981                                                              | Ribeirão Preto                                                         | Brasile                                                                | 2 – 1                                                                  | Cile                                                                   | Amichevole                                                             | -1                                                                     |                                                                        |
| 22-3-1981                                                              | Rio de Janeiro                                                         | Brasile                                                                | 3 – 1                                                                  | Bolivia                                                                | Qual. Mondiali 1982                                                    | -1                                                                     |                                                                        |
| 29-3-1981                                                              | Goiânia                                                                | Brasile                                                                | 5 – 0                                                                  | Venezuela                                                              | Qual. Mondiali 1982                                                    | -                                                                      |                                                                        |
| 12-5-1981                                                              | Londra                                                                 | Inghilterra                                                            | 0 – 1                                                                  | Brasile                                                                | Amichevole                                                             | -                                                                      |                                                                        |
| 19-5-1981                                                              | Stoccarda                                                              | Germania Ovest                                                         | 1 – 2                                                                  | Brasile                                                                | Amichevole                                                             | -1                                                                     |                                                                        |
| 8-7-1981                                                               | Salvador                                                               | Brasile                                                                | 1 – 0                                                                  | Spagna                                                                 | Amichevole                                                             | -                                                                      |                                                                        |
| 26-8-1981                                                              | Santiago del Cile                                                      | Cile                                                                   | 0 – 0                                                                  | Brasile                                                                | Amichevole                                                             | -                                                                      |                                                                        |
| 28-10-1981                                                             | Porto Alegre                                                           | Brasile                                                                | 3 – 0                                                                  | Bulgaria                                                               | Amichevole                                                             | -                                                                      |                                                                        |
| 26-1-1982                                                              | Natal                                                                  | Brasile                                                                | 3 – 1                                                                  | Germania Est                                                           | Amichevole                                                             | -1                                                                     |                                                                        |
| 3-3-1982                                                               | San Paolo                                                              | Brasile                                                                | 1 – 1                                                                  | Cecoslovacchia                                                         | Amichevole                                                             | -1                                                                     |                                                                        |
| 21-3-1982                                                              | San Paolo                                                              | Brasile                                                                | 1 – 0                                                                  | Germania Ovest                                                         | Amichevole                                                             | -                                                                      |                                                                        |
| 5-5-1982                                                               | São Luís                                                               | Brasile                                                                | 3 – 1                                                                  | Portogallo                                                             | Amichevole                                                             | -1                                                                     |                                                                        |
| 19-5-1982                                                              | Recife                                                                 | Brasile                                                                | 1 – 1                                                                  | Svizzera                                                               | Amichevole                                                             | -1                                                                     |                                                                        |
| 27-5-1982                                                              | Uberlândia                                                             | Brasile                                                                | 7 – 0                                                                  | Irlanda                                                                | Amichevole                                                             | -                                                                      | 80’                                                                    |
| 14-6-1982                                                              | Siviglia                                                               | Brasile                                                                | 2 – 1                                                                  | Unione Sovietica                                                       | Mondiali 1982 - Fase a gironi                                          | -1                                                                     |                                                                        |
| 18-6-1982                                                              | Siviglia                                                               | Brasile                                                                | 4 – 1                                                                  | Scozia                                                                 | Mondiali 1982 - Fase a gironi                                          | -1                                                                     |                                                                        |
| 23-6-1982                                                              | Siviglia                                                               | Brasile                                                                | 4 – 0                                                                  | Nuova Zelanda                                                          | Mondiali 1982 - Fase a gironi                                          | -                                                                      |                                                                        |
| 2-7-1982                                                               | Barcellona                                                             | Argentina                                                              | 1 – 3                                                                  | Brasile                                                                | Mondiali 1982 - Seconda fase a gironi                                  | -1                                                                     | Ammonizione                                                            |
| 5-7-1982                                                               | Barcellona                                                             | Italia                                                                 | 3 – 2                                                                  | Brasile                                                                | Mondiali 1982 - Seconda fase a gironi                                  | -3                                                                     |                                                                        |
| Totale                                                                 |                                                                        | Presenze                                                               | 27                                                                     |                                                                        | Reti                                                                   | -18                                                                    |                                                                        |

## Palmarès

### Club

#### Competizioni nazionali
- Campionato paulista: 4

San Paolo: 1975, 1978, 1980, 1981
- Copa do Brasil: 1

San Paolo: 1976
- Campionato brasiliano: 1

San Paolo: 1977
- Campionato Pernambucano: 1

Santa Cruz: 1990

### Individuale
- Bola de Ouro: 1

1975